# Bornholm
 For alternative betydninger, se Bornholm (flertydig). (Se også artikler, som begynder med Bornholm)
Bornholm er en dansk ø beliggende i Østersøen syd for Sverige og langt øst fra det øvrige Danmark. Bornholm kaldes også for klippeøen eller solskinsøen og har en særdeles stor del af Danmarks rundkirker. Den har et areal på 588,36 km² (2016), og der var 38.966 indbyggere 1. januar 2025.
Administrativt sorterer Bornholm fra 1. januar 2003 under Bornholms Regionskommune som siden 1. januar 2007 hører under Region Hovedstaden. En folkeafstemning om sammenlægning blev afholdt 29. maj 2001.
Bornholm er sammen med Ertholmene mod nordøst det eneste område af det gamle danske kerneland Skånelandene, som stadig er dansk. Sammen med Bornholm udgør Ertholmene ifølge Danmarks Statistik Landsdel Bornholm under Region Hovedstaden.
Bornholm har form omtrent som et parallelogram, hvor nord- og sydkysten, som er nogenlunde parallelle med hinanden, er ca. 40 km lang, mens øst- og vestkysten, også nogenlunde parallelle, er ca. 30 km; omkredsen er 141,4 km. De tidligere bornholmske jernbaners gamle linjer er udlagt som cykelstier og snor sig gennem terrænet med svage stigninger og fald. Den snoede linjeføring skyldes, at jernbanen skulle passere de enkelte bestyrelsesmedlemmers gårde.

## Historie

### Vikingetiden
Bornholm var selvstændig med egen konge. Opdelingen i fire herreder er sket i vikingetiden.

### Middelalderen
Bornholm har ikke haft egentlige landsbyer, men har siden oldtiden bestået af spredtliggende enkeltgårde og ofte huse, som lå på række. Gårdene registreret i 1616 viser det tydeligt.
Kongen og kirken var længe i strid om Hammershus og dermed om herredømmet over Bornholm. I over 200 år – frem til 1525 – var "slottet" (Hammershus) underlagt bispestolen, hvorefter Kong Frederik 1. gav Bornholm som len til lübeckerne som pant i 50 år. Det var både et pant for lån og en tak for fordrivelse af Kong Christian 2. Bornholm var dansk len frem til enevælden.

### Enevælden
Bornholm tilfaldt Sverige, da Danmark mistede Skånelandene ved Freden i Roskilde efter Svenskekrigene,
men en oprørsgruppe under ledelse af bl.a. Jens Pedersen Kofoed og Villum Clausen medvirkede til, at Bornholm befriede sig selv i december 1658 efter drabet på den svenske kommandant Johan Printzensköld i Rønne, 8. december 1658. Ved Freden i København 27. maj 1660 kom Bornholm igen formelt under Danmark, mod at 18 godser i Skåne de Bornholms vederlagsgodser skulle købes til den svenske krone.

### Attenhundredetallets befolkningsudvikling
Befolkningen var i årene 1800 til 1880 fordoblet fra ca. 20.000 til 40.000 og fulgt resten af landets fordobling fra en til to millioner. Men efter 1900 gik befolkningstallet på Bornholm langsomt i stå mellem 40 til 50.000, mens resten af Danmark fordoblede sit indbyggertal fra to-en-halv million til ca. 5 millioner i 1900-tallet.

### Bornholm under 2. verdenskrig
Bornholm blev først besat den 10. april 1940 og ikke som resten af Danmark 9. april 1940 og heller ikke befriet 4. maj 1945. Den tyske søofficer, kommandant (Kapitän zur See) Gerhard von Kamptz, blev den 5. marts 1945 udnævnt til kommandant på Bornholm. I von Kamptzs tid som kommandant på Bornholm blev antallet af tyske soldater på øen voldsomt forøget, og desuden kom et stort antal civile tyskere, som var flygtet fra den hurtigt fremtrængende røde hær til øen. Der blev gjort forberedelser til at forsvare øen mod et sovjetisk angreb bl.a. ved bygning af feltbefæstninger omkring Rønne. Da den tyske kapitulation til feltmarskal Montgomery var en kendsgerning den 5. maj 1945, accepterede von Kamptz, at det nu var Modstandsbevægelsens styrker på Bornholm under ledelse af regionschefen, løjtnant A.H. Jørgensen, som var ansvarlig for ro og orden, men fastholdt, at han havde ordre til at forsvare øen mod evt. angribende sovjetiske styrker.
Den 7. maj om morgenen blev der skudt mod sovjetiske opklaringsfly fra et tysk luftværnsbatteri på Nexø havn. Dette resulterede senere samme dag i sovjetiske luftbombardementer af Nexø og Rønne. Samtidig blev der nedkastet flyveblade med en opfordring til den tyske kommandant om at overgive sig og sende parlamentærer til havnen i Kolberg inden den 8. maj kl. 10.00. Von Kamptz meddelte imidlertid den danske regionsleder, A.H. Jørgensen, at flyvebladet ikke ville blive besvaret, og at han fortsat havde ordre til at forsvare øen. Den 8. maj kort efter fristens udløb blev der rettet et voldsomt luftangreb mod Rønne. 10 mennesker blev dræbt af bombardementerne, heraf 1 i Nexø. Samme dag blev kommandoen over de tyske styrker på Bornholm overtaget af artillerigeneral Rolf Wuthmann, som var kommet til Bornholm fra Østpreussen, og dagen efter, den 9. maj gik sovjetiske styrker i land i Rønne uden at møde modstand. De forlod først Bornholm igen den 5. april 1946, og først da sluttede besættelsen for Bornholms vedkommende. Efter krigen fik Bornholm hjælp fra Sverige med genopbygningen af Rønne og Nexø.

### Bornholm under den kolde krig
Under den kolde krig i 1950' og 60'erne var der frygt for, at Sovjetunionen ville invadere Bornholm, som den frivilligt havde forladt i 1946.
Bornholm lå for NATO et strategisk sted i Østersøen tæt på DDR og Polen, der hørte til Warszawapagten. Bornholms placering i Østersøen gjorde den nyttig for efterretningstjenesten, som havde radaranlæg ud for Dueodde og i Almindingen.

## Geografi

### Geologi
Grundfjeldet ligger nær jordoverfladen, og klipper er meget almindelige især på Nordbornholm. Granit findes i flere forskellige varianter. Den er anvendt til Christiansborg og til Elefantporten på Carlsberg. Sandsten findes især på det sydøstlige Bornholm. Det er bl.a. brugt i Nexøs fortove og i byens stengærder, foruden i Frihedsstøtten i København.
Der findes mange stenbrud på Bornholm, men flere er lukkede. Det største er Stubbeløkken, som stadig er i drift, og som ønskes udvidet. Det er 124m dybt og rækker 53m under havets overflade; et af Danmarks lavest liggende åbne steder.

### Flora og fauna
Særligt området omkring Hammershus har en meget stor biodiversitet og rummer mange sjældne planter. Her vokser omkring 300 arter planter, hvilket er omkring 10% af alle Danmarks plantearter. Blandt de sjældne arter er bl.a. enblomstret fladbælg, tarmvrid-røn, sort radeløv og svalerod.
Øen er hjemsted for Danmarks eneste art af fugleedderkopper; tapetseredderkoppen der lever i Ravnedal i Paradisbakkerne. Den blev fundet i 1990'erne, efter man havde troet at den var uddød i omkring 100 år.
Der er fundet ni forskellige arter af flagermus på Nordbornholm
Naturstyrelsen Bornholm udsatte i juni 2012 syv europæiske bison-okser (visenter) i en hegning i Almindingen på Bornholm. Der var en plan om eventuelt at åbne hegnet i 2017 og lade bisonerne leve frit på hele Bornholm. Dette er dog ikke sket.[kilde mangler]

## Demografi
De større byer på Bornholm ligger ved kysten og har en havn – med én undtagelse: Aakirkeby (der dog har en havn ved Boderne). Den største hedder Rønne og så følger ellers – med uret – Hasle, Sandvig, Allinge, Gudhjem, Svaneke og Nexø.
| Kommunens største byer |                 |                   |
| Nr                     | By              | Indbyggere (2025) |
| 1                      | Rønne           | 13.675            |
| 2                      | Nexø            | 3.657             |
| 3                      | Aakirkeby       | 2.091             |
| 4                      | Hasle           | 1.635             |
| 5                      | Allinge-Sandvig | 1.446             |
| 6                      | Svaneke         | 1.090             |
| 7                      | Tejn            | 771               |
| 8                      | Gudhjem         | 730               |
| 9                      | Nyker           | 675               |
| 10                     | Snogebæk        | 682               |
| 11                     | Klemensker      | 599               |
| 12                     | Sorthat-Muleby  | 475               |
| 13                     | Østermarie      | 459               |
| 14                     | Lobbæk          | 307               |
| 15                     | Aarsdale        | 266               |
| 16                     | Østerlars       | 254               |
| 17                     | Vestermarie     | 237               |
| 18                     | Pedersker       | 209               |

### Befolkningstal
| Kilde: Statistikbanken Statistical Yearbook 2009: Area and population. Regions and inhabited islands | - 1996- 45.196 - 1997- 45.018 - 1998- 44.786 - 1999- 44.529 - 2000- 44.337 - 2001- 44.126 - 2002- 44.197 - 2003- 43.956 - 2004- 43.673 - 2005- 43.347 - 2006- 43.245 - 2007- 43.040 - 2008- 42.817 - 2009- 42.563 - 2010- 42.255 - 2011- 41.802 - 2012- 41.303 - 2013- 40.715 - 2014- 40.215 - 2015- 39.828 - 2016- 39.756 - 2017- 39.695 - 2018- 39.632 - 2019- 39.572 - 2020- 39.499 |

### Religion
Religion har gennem tiderne spillet en stor rolle på Bornholm. Det ses af de mange kirker, mødesale og missionshuse der findes rundt om på øen. Antallet af de forskellige trossamfund er stort.
Indtil 1848 fandtes der kun folkekirken på Bornholm. Men så kom baptisterne til øen, og fem bornholmere blev straks døbt af dem. I baptisternes storhedstid havde de 13 mødesale. Nu er der én baptistkirke i Rønne og et kapel i Østerlars.
I 1850 kom to mormonpræster fra Jesu Kristi Kirke af Sidste Dages Hellige til Bornholm, og i løbet af århundredet blev ca. hundrede bornholmere døbt og flyttede til Salt Lake City. I dag forkynder mormonerne stadig deres budskab fra hus-til-hus og har en menighed på Herman Blems vej i Rønne.
I 1860'erne blev Peter Christian Trandberg præst i folkekirken, men han blev inspireret af Søren Kierkegaard. Det gav mange konflikter og flere kirker lukkede dørene for ham. Han dannede Foreningen til Evangeliets Fremme med øgenavnet Bornholmerne. Det blev til Luthersk Missionsforening. I 1892 blev Evangelisk Luthersk Missionsforeningen oprettet. Indre Missions forening kom til øen i 1890'erne. Den havde i sin storhedstid cirka 50 missionshuse. Nu er omkring halvdelen i brug.
I 1892 kom syvende dags adventisterne til Bornholm. De har en kirke i Tejn. Frelsens Hær kom året efter til Rønne. Metodistkirken blev oprettet i 1895 og byggede en kirke i Rønne i 1918.
Bibelstudenterne nu Jehovas Vidner kom til Bornholm i 1897. De har haft flere mødesteder i Rønne, Allinge, Nexø og Aakirkeby. Rigssalen i Aakirkeby blev lukket i 1990'erne. Rigssalen i Rønne fungerer også som stævnehal.
Kort efter årsskiftet i 1900 kom den romersk-katolske kirke til Rønne og Aakirkeby. Bygningerne blev finansieret af katolske menigheder i Nederlandene. I 1960'erne kom Myrendal Kloster i Olsker.
I 1920 blev Pinsekirken oprettet i Rønne og Tejn.
Der er kommet flere trosretninger til øen med indvandrere. Der findes et zenbuddhistisk kloster i Østermarie, en gruppe Bahá'ier og Zionskirken har mødested i Rønne. Flere af disse trossamfund annoncerer deres gudstjenester i Rytterknægten.

## Transport og infrastruktur
Da Bornholm er en ø er skibsfart en vigtig del af øens transportsystem. Der findes ingen motorveje, men alle større byer er godt forbundne med landeveje. Syd for hovedbyen, Rønne, findes desuden en lufthavn.

### Skibsfart
Rønne Havn er øens ubetinget vigtigste færgehavn. Herfra afgår færgeforbindelse til Køge. Før 1. oktober 2004 afgik der også en rute til København. Fra Rønne afgår også færge til Ystad i Sverige, Sassnitz i Tyskland samt Świnoujście og Kołobrzeg i Polen. Molslinjens hurtigfærger til Ystad bruges af danskere i lige så stor grad som færgeruten fra Køge, da man via Øresundsforbindelsen kan komme til Ystad og videre til øen på kortere tid end med færge helt fra Køge.
Fra Gudhjem er der fast forbindelse med ruteskib til Ertholmene, mens der i sommerperioden også afgår færge fra Allinge.

### Luftfart
Bornholms Lufthavn, nogle gange kaldet Rønne Lufthavn, er øens eneste lufthavn. Den hører direkte under Statens Luftfartsvæsen. Lufthavnen er international med ruter til bl.a. Tyrkiet (Antalya) og Tyskland (Berlin); de internationale ruter kun i sommerhalvåret, mens lufthavnen er åben hele året for transport til København.
I 2009-2010 fløj Wings of Bornholm mellem Rønne og København.

### Kollektiv transport
Rønne er udgangspunkt for samtlige af øens busruter, og disse forbinder alle de større byer. Der findes i alt ti busruter, hvoraf en enkelt tager hele turen rundt om øen. Busserne drives af trafikselskabet BAT, hvilket oprindeligt var en forkortelse for Bornholms Amts Trafikselskab.
I 1934 blev øens tre jernbaner, Nexøbanen, Allingebanen og Gudhjembanen, lagt sammen og dannede De Bornholmske Jernbaner. Selskabet fungerede frem til 1968. Skinnerne er fjernet og udgør nu en del af de cykelstier, som findes på øen. Rundtom i byerne findes mange af stationsbygningerne fra jernbanenettet fortsat.
DSB har siden Øresundsbroens åbning i 2000 drevet IC Bornholm med flere daglige forbindelser mellem København H og Ystad Station med 200 meters gangafstand til færgen til Rønne. IC Bornholm blev dog nedlagt i december 2017 pga. et trafikforlig. Nu kan man benytte det ordinære Øresundstog til Malmö, hvor der skiftes til det lokale Pågatåg videre mod Ystad.

### Infrastruktur
Elektricitet og vand produceres af BEOF. El-nettet drives af EWII/TreforØst, bl.a med et 30 MW / 43 MWh batteri. BOFA indsamler hele øens affald siden 1986, og brænder noget af det i et affaldsvarmeværk som forsyner 25% af Rønnes fjernvarme. Affaldsvarmeværket blev renoveret i 2011, og forventes lukket i 2032.

## Uddannelse

### Ungdomsuddannelser udbydes afCampus Bornholm
- Bornholms Gymnasium
  - STX
  - HF
- Campus Bornholm
  - HG
  - HHX
  - HTX

### Videregående uddannelser
- Skolelærer
- Sygeplejeske
- Pædagog
- Serviceøkonom
- Finansøkonom
- Datamatiker
- Socialrådgiver

## Erhverv

### Turisme
Turisme udgør en vigtig del af indtjeningen på Bornholm, og den besøges af omkring 600.000 personer hvert år. Øen har derfor et stort antal hoteller, campingpladser, vandrehjem, bed & breakfast og lign. overnatningsmuligheder. Ligeledes findes en række restauranter, caféer og andre spisesteder. Blandt disse Fru Petersens Café, der blev etableret i 1997, og fra 2007 til 2020 også Kadeau Bornholm, der som den første restaurant på øen modtog en Michelinstjerne i 2016.

### Fiskeri
Tidligere var fiskeri og hvalfangst en vigtig bestanddel af det bornholmske næringsliv, og laks og sild fra Østersøen var verdenskendte, bearbejdet af de mange røgerier, imens hvalfangsten mest var til glæde for lokale i en kort periode. Indskrænkninger i fiskeriet i Østersøen har dog begrænset disse aktiviteter, men røgerierne i Gudhjem, Svaneke, Hasle, Allinge, Sømarken, Aarsdale og Nexø glæder kunderne med friske, røgede fisk. En "bornholmer" kan både være et standur og en røget gylden sild. "Sol over Gudhjem" er et stykke smørrebrød, med røget sild med rå æggeblomme og løg eller purløg.

### Ure
En "bornholmer" kan også være et standur. Urindustrien begyndte efter strandingen af et engelsk skib lastet med standure til Rusland. Fingerfærdige bornholmske håndværkere fik fat på nogle af dem og begyndte selv at fabrikere ure. De afsattes også i hovedstaden. Familien Arboe leverede mange af de betydeligste urmagere i det 18. og 19. århundrede. Håndlavede bornholmere fremstilles stadig i Rønne.

### Øvrigt erhverv
Leret i undergrunden blev anvendt både af Den kongelige Porcelainsfabrik, Hasle Klinker- og Chamottestensfabrik og de lokale pottemagerværksteder. Hjorth stentøj i Rønne blev landskendt. Maleren og forfatteren Holger Drachmann arbejdede der.
Fabrikken i Storegade er nu et arbejdende museum.
Jensen-Group blev grundlagt af en maskinfabrikant fra Østermarie i 1937. Industrivirksomheden har afdelinger i Rønne, Sverige, Tyskland, Schweiz og USA. Den er en af Bornholms største arbejdspladser og producerer udstyr til industrivaskerier som lavenergi vaske- og foldemaskiner. Fremstillingen af flere produkter flyttedes i 2012 fra udlandet til Rønne.[kilde mangler]

## Kultur
Malerne Oluf Høst er født i Svaneke og Michael Ancher i Rutsker Sogn. Religionshistorikeren Vilhelm Grønbech er født i Allinge. Forfatteren Martin Andersen Nexø er opvokset i Nexø og uddannet i Østermarie.

### Museer og andre seværdigheder
Øen har en lang række museer. I Rønne findes Bornholms Museum, Erichsens Gård, keramikmuseet Hjorths Keramikfabrik og Bornholms Forsvarsmuseum. Desuden findes Rønne Theater, der er landets ældste fungerende teaterbygning og hjemsted for Bornholms Teater. Bornholms Museum driver også frilandsmuseet Melstedgård ved Gudhjem.
Bornholms Middelaldercenter er et arkæologisk frilandsmuseum oprettet med inspiration fra et lignende museum ved Nykøbing Falster. Brændesgårdshaven er en forlystelsespark lidt uden for Svaneke. Ved Nexø ligger Bornholms Sommerfuglepark. NaturBornholm fortæller om øens naturhistoriske historie.
Der findes flere tekniske museer; Bornholms Automobilmuseum, Bornholms Jernbanemuseum og Moseløkken Stenbrudsmuseum. Der er flere bymuseer som Gudhjem Museum og Nexø Museum.
Bornholms Kunstmuseum ligger ved Helligdomsklipperne og har særligt kunst fra bornholmske kunstnere. Oluf Høst Museet er indrettet i kunstnerens hjem og er specialiseret i ham. Forfatteren Martin Andersen Nexøs barndomshjem er ligeledes indrettet som museum.
På Christiansø er et museum om Ertholmenes historie.
Øen bliver associeret med sine fire rundkirker i Østerlars, Olsker, Nylars og Nyker. Øens øvrige middelalderkirker tæller Allinge Kirke, Aakirkeby Kirke, Rutsker, Ibsker og Sankt Knuds Kirke. Derudover findes flere ruiner af religiøse bygninger; Østermarie kirkeruin, Skt. Anna kapel og Salomons kapel.
Øens mest berømte attraktion er borgruinen Hammershus, men der findes også ruiner af de to tidligere borge Gamleborg og Lilleborg tæt på hinanden på midten af øen, samt en række voldsteder; Rispebjerg, Gamleborg ved Paradisbakkerne, Storeborg ved Spellinge Mose og Borgehoved i Rø Plantage.
Geologien på Bornholm adskiller sig meget fra resten af landet, og udendørs naturoplevelser er derfor blandt øens seværdigheder, herunder klippepartier mellem Hasle og Hammershus, Jons Kapel, samt Helligdomsklipperne mellem Gudhjem og Tejn. Større naturområder som skoven Almindingen med Rytterknægten og Ekkodalen og Paradisbakkerne med Rokkestenen tiltrækker ligeledes mange besøgende. Øens mange sandstrande, særligt og særligt Boderne, Pedersker, Balka og Dueodde på sydkysten besøges af mange i sommeren.

### Flag
Bornholm har tre uofficielle flag, hvor kun det ene stadig bliver anvendt efter lyst. Det er det såkaldte turistflag, der er et korsflag med grønt kors i stedet for et hvidt, kaldet Bornholmerflaget. Det er det mest populære flag. Det bruges blandt andet af de Bornholmske styrker, når de er på øvelse andre steder i Danmark eller udsendt. Desuden bruger tyskerne det tit som gæsteflag på deres både, når de lægger til på Bornholm. Det andet flag har hvide kanter omkring det grønne kors, det er det heraldisk korrekte, men mange syntes det var for besværligt med de tre farver og hen ad vejen er de hvide kors blevet slettet, men altså er det heraldisk forkert, man kan ikke sætte en rød og grøn farve sammen. To farver skal skilles af hvid eller gul som også er sølv og guld. Til sidst er der Skånelands flag. Dette flag blev skabt i 1800-tallet og benytter farver fra det væsentligt ældre våbenskjold for ærkebispedømmet i Lund. Det repræsenterer de gamle skånelande; Skåne, Halland, Blekinge og Bornholm.